# Paracanthonchus axonolaimoides
Paracanthonchus axonolaimoides is een rondwormensoort uit de familie van de Cyatholaimidae. De wetenschappelijke naam van de soort is voor het eerst geldig gepubliceerd in 1960 door Allgén.